# Паоло Лоренци
Паоло Лоренци (итал. Paolo Lorenzi; рођен 15. децембра 1981. године у Риму) је тенисер из Италије, који је свој најбољи пласман у синглу достигао 15. маја 2017. када је заузимао 33. место на АТП листи. Током 2016. дошао је до своје прве титуле у појединачној конкуренцији, на турниру у Кицбилу. У финалу је савладао Николоза Басилашвилија из Грузије и тако постао најстарији тенисер који први пут осваја неки АТП турнир (са 34 године и 7 месеци).
Једину АТП титулу у дублу освојио је 2013. у Виња дел Мару а дубл партнер му је био Потито Стараче. У финалном мечу савладали су аргентинско-шпанску комбинацију Монако/Надал.

## АТП финала

### Појединачно: 4 (1:3)
| Легенда                        |
| ------------------------------ |
| Гренд слем турнири (0:0)       |
| Завршно првенство сезоне (0:0) |
| АТП мастерс 1000 (0:0)         |
| АТП 500 (0:0)                  |
| АТП 250 (1:3)                  |

| Финала по подлози |
| ----------------- |
| Тврда (0:0)       |
| Шљака (1:3)       |
| Трава (0:0)       |

| Финала по локацији |
| ------------------ |
| Отворено (1:2)     |
| Дворана (0:1)      |

| Исход     | Бр. | Датум             | Турнир            | Подлога   | Противник             | Резултат                |
| --------- | --- | ----------------- | ----------------- | --------- | --------------------- | ----------------------- |
| Финалиста | 1.  | 2. март 2014.     | Сао Пауло, Бразил | Шљака (д) | Федерико Делбонис     | 6:4, 3:6, 4:6           |
| Победник  | 1.  | 23. јул 2016.     | Кицбил, Аустрија  | Шљака     | Николоз Басилашвили   | 6:3, 6:4                |
| Финалиста | 2.  | 12. фебруар 2017. | Кито, Еквадор     | Шљака     | Виктор Естреља Бургос | 7:6(7:2), 5:7, 6:7(6:8) |
| Финалиста | 3.  | 23. јул 2017.     | Умаг, Хрватска    | Шљака     | Андреј Рубљов         | 4:6, 2:6                |

### Парови: 3 (1:2)
| Легенда                        |
| ------------------------------ |
| Гренд слем турнири (0:0)       |
| Завршно првенство сезоне (0:0) |
| АТП мастерс 1000 (0:0)         |
| АТП 500 (0:0)                  |
| АТП 250 (1:2)                  |

| Финала по подлози |
| ----------------- |
| Тврда (0:0)       |
| Шљака (1:2)       |
| Трава (0:0)       |

| Финала по локацији |
| ------------------ |
| Отворено (1:1)     |
| Дворана (0:1)      |

| Исход     | Бр. | Датум             | Турнир                  | Подлога   | Партнер         | Противници                | Резултат |
| --------- | --- | ----------------- | ----------------------- | --------- | --------------- | ------------------------- | -------- |
| Победник  | 1.  | 11. фебруар 2013. | Виња дел Мар, Чиле      | Шљака     | Потито Стараче  | Хуан Монако Рафаел Надал  | 6:2, 6:4 |
| Финалиста | 1.  | 15. фебруар 2015. | Сао Пауло, Бразил       | Шљака (д) | Дијего Шварцман | Хуан С. Кабал Роберт Фара | 4:6, 2:6 |
| Финалиста | 2.  | 14. фебруар 2016. | Буенос Ајрес, Аргентина | Шљака     | Ињиго Сервантес | Хуан С. Кабал Роберт Фара | 3:6, 0:6 |